# Nil Moliner Abellán

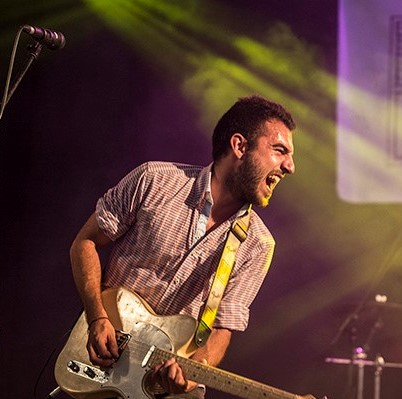
Nil Moliner en un concert dels CyBee.

Nil Moliner Abellán (Sant Feliu de Llobregat, 18 d'octubre de 1992), més conegut com a Nil Moliner, és un músic, compositor i cantautor català.

## Carrera
Nil Moliner va començar la seva carrera musical l'any 2005, com a cantant i guitarrista de la banda de pop-rock en català CyBee, amb la qual va gravar dos discos produïts per Manu Guix i Roger Rodés.
L'any 2008, amb tan sols 15 anys, va començar a tocar versions d'altres artistes (com ara Mandra, Fito & Fitipaldis, Dani Martín o M-Clan) per bars i sales de tot el país, a més de pujar covers a YouTube. Van arribar a tal èxit que hi van col·laborar altres artistes o compositors de la talla de La Pegatina o Rosana.
L'any 2013 va treure el seu primer single en solitari i en castellà, Sale El Sol, del com també va realitzar el seu primer videoclip. En aquest moment, també va començar a combinar la seva carrera musical amb treballs de composició i enregistrament en el seu propi estudi: MuuEstudio.
El 2016, va produir l'àlbum debut de Seikos (un grup de Sant Feliu de Llobregat. el seu poble), Estrictament Personal, i a més va cantar en una d'elles, El Ruido.
Una vegada finalitzada la seva gira de covers, a principis de 2017 va començar a gravar el seu primer EP produït, de nou, per Manu Guix i Roger Rodés a Medusa Estudio. Aquest EP – que duu per nom Hijos de la Tierra – està format per quatre cançons compostes pel mateix Nil Moliner que ens transporten a l'optimisme i felicitat que ell mateix transmet habitualment.
Després de donar-se una mica més a conèixer gràcies a Operación Triunfo, Nil Moliner va llançar a l'estiu de 2018 una versió remodelada del seu primer single, Sale El Sol, cançó que tracta sobre l'optimisme que va necessitar per fer front a l'ansietat. Uns mesos més tard, va publicar dues noves versions d'algunes cançons del seu EP.
Ja l'any 2019, el cantautor va llançar cinc singles, entre els quals destaquen El Despertar, Soldadito de Hierro i Mi Religión, amb milions de reproduccions a Spotify i Youtube. Un altre d'aquests singles és Tal Vez en col·laboració amb Rayden. Inspirats per Proactiva Open Arms, van decidir llançar un crit en favor de les persones que travessen el mar i denunciar les injustícies socials.
L'estiu de 2019, va rebre el Disc d'Or a Espanya per la seva cançó Soldadito de Hierro. Moliner va participar amb La Pegatina en la nova versió del seu tema Y se fue, publicat el setembre de 2019.  El febrer de 2020 llançarà el seu àlbum debut Bailando en la Batalla. El 22 d'Octubre s'anuncià el primer Disc de Platí en la carrera de Nil Moliner, amb la seva cançó Soldadito de Hierro.

### Composicions
Nil Moliner va ser seleccionat (de més de 200 propostes) per part de l'equip d'Operación Triunfo 2017 i Gestmusic com un dels compositors dels temes candidats a assistir al festival d'Eurovisió 2018, celebrat el 12 de maig del mateix any. El tema escollit va ser Que nos sigan las luces, el qual va ser compost per ser interpretat per Alfred García, concursant d'aquesta edició del concurs musical. No obstant això, la cançó composta per Nil Moliner només va obtenir un 3 % dels vots a la gala d'Eurovisió del programa, i va quedar en penúltim lloc de totes les cançons proposades per al festival. Malgrat això, la cançó va obtenir un gran èxit, acumulant milions de reproduccions en Spotify i obtenint el certificat de disc d'or l'agost de 2018. Un any més tard, Nil Moliner va ser seleccionat de nou com a compositor per representar a Espanya en Eurovisió 2019, al costat de Javi Garabatto i María Pelae, presentant la cançó Nadie Se Salva, que va ser interpretada per Miki Núñez i Natalia Lacunza. Aquesta cançó va ser una de les més votades pel públic, i va quedar en tercer lloc a la cursa per anar al festival.
Nil va participar també en la composició de cinc cançons (Celébrate, Eterno Verano, Nadie Se Salva, Escriurem, Escribir) de l'àlbum debut de Miki Núñez 'Amuza', el qual va aconseguir el número u en vendes a Espanya.

## Discografia

### Senzills[calcitació]
- «Sale El Sol» (2018)
- «El Despertar» (2019)
- «Soldadito de Hierro» (2019)
- «Déjame Escapar» (2019)
- «Mi Religión» (2019)
- «Tal Vez feat. Rayden» (2019)
- «Soldadito de Hierro feat Dani Fernández» (2019)
- «Cien por Cien» (2019)
- «Bailando» (2020)
- «La Bestia» (2020)
- «Calma» (2020)

### EP
- Hijos de la Tierra (2017)

- «Se Nos Escapa»
- «Esperando»
- «Hijos de la Tierra»
- «Sin Tu Piel»